# Visions (Haken)
Visions è il secondo album in studio del gruppo musicale britannico Haken, pubblicato il 25 ottobre 2011 dalla Sensory Records.

## Descrizione
Come quanto accaduto con il precedente Aquarius, anche Visions è un concept album, questa volta ispirato a un presagio della morte del cantante Ross Jennings. Come spiegato da quest'ultimo, i brani ruotano attorno alla title track, nel quale viene narrata la storia di un ragazzo che vede la propria morte nei suoi sogni e crede che stia per accadere, pertanto trascorre il resto della sua vita a cercare di evitarlo.
Il 3 febbraio 2017 la Inside Out Music ha pubblicato un'edizione rimasterizzata dell'album nei formati doppio LP e doppio CD, quest'ultimo comprensivo di un CD bonus con le versioni strumentali.

## Tracce
Testi di Ross Jennings, musiche di Richard Henshall, eccetto dove indicato.

### Edizione del 2011
1. Premonition – 4:10 (musica: Richard Henshall, Diego Tejeida, Thomas MacLean)
2. Nocturnal Conspiracy – 13:08
3. Insomnia – 6:06 (musica: Haken)
4. The Mind's Eye – 4:05
5. Portals – 5:27
6. Shapeshifter – 8:08
7. Deathless – 8:04
8. Visions – 22:25

### Riedizione del 2017
CD 1/2 LP
1. Premonition – 4:17 (musica: Richard Henshall, Diego Tejeida, Thomas MacLean)
2. Nocturnal Conspiracy – 13:09
3. Insomnia – 6:03 (musica: Haken)
4. The Mind's Eye – 4:04
5. Portals – 5:27
6. Shapeshifter – 8:08
7. Deathless – 8:06
8. Visions – 22:27
9. Visions (Instrumental Version) – 22:27 – presente nell'edizione 2 LP

CD 2
1. Premonition (Instrumental Version) – 4:17 (musica: Richard Henshall, Diego Tejeida, Thomas MacLean)
2. Nocturnal Conspiracy (Instrumental Version) – 13:09
3. Insomnia (Instrumental Version) – 6:03 (musica: Haken)
4. The Mind's Eye (Instrumental Version) – 4:04
5. Portals (Instrumental Version) – 5:27
6. Shapeshifter (Instrumental Version) – 8:08
7. Deathless (Instrumental Version) – 8:06
8. Visions (Instrumental Version) – 22:27

## Formazione
Hanno partecipato alle registrazioni, secondo le note di copertina:
Gruppo
- Ross Jennings – voce, arrangiamento
- Richard Henshall – chitarra, tastiera, arrangiamento
- Charlie Griffiths – chitarra, arrangiamento
- Thomas MacLean – basso, arrangiamento
- Raymond Hearne – batteria, percussioni, arrangiamento, arrangiamenti strumenti ad arco e corno francese
- Diego Tejeida – tastiera, sound design, arrangiamento, arrangiamento strumenti ad arco e corno francese

Altri musicisti
- The Haken String Quartet
  - Jennifer Murphy – violino
  - Alison Comerford – violino
  - Martin Wray – viola
  - Lucy Butcher – violoncello
- Joey "Dah Lipz" Ryan – corno francese
- Patrick Harrild – voce
- Christopher Currie – voce

Produzione
- Haken – produzione
- George Balston – registrazione strumenti ad arco e pianoforte
- Mark Rainbow – registrazione strumenti ad arco e pianoforte
- Jonny Abraham – registrazione corno francese
- John Papas – registrazione batteria e percussioni
- Christian Moos – missaggio
- Alan Douches – mastering
- Dennis Sibeijn – artwork, design